# Liste des bornes milliaires de France protégées aux monuments historiques
Cet article recense − de façon non exhaustive − les bornes milliaires et leugaires romaines, dont des groupes de colonnes itinéraires et des tronçons de voies, sites ou objets immobiliers et mobiliers juridiquement protégés au titre des monuments historiques et actuellement localisés en France. Historiquement, cette liste vient en complément de la liste des bornes déjà protégées pour être dans les collections publiques.
Des milliaires supplémentaires ou hypothétiques sont aussi mentionnés dans au moins seize autres notices de l'Inventaire général du ministère, mais sans qu'ils bénéficient de mesures de protections juridiques particulières à ce titre. D'autres bornes qui ont été christianisées, martelées ou transformées depuis l'Antiquité, sont parfois protégées au titre de ce nouvel emploi entièrement (croix de chemins ou de carrefour, base monumentale), ou pour partie (colonne, bénitier, sarcophage, etc.). Enfin, il faut relever le seul cas connu à ce jour où la borne a été détruite avant que l'arrêté de classement ne soit publié :  celui du milliaire de Limoges.

## À propos du choix par le conservatoire des sites et monuments historiques

### Les raisons de leur protection
Les raisons de leur protection et de la constitution du dossier sont multiples : exposition au vandalisme, au tourisme, attention portée sur elles par une actualité, parfois savante, propriété privée ou de l'Église, vieillissement ou dégradation naturelle impliquant une intervention, risque de déplacement ou de destruction par le propriétaire, par un service de l'État, transformations diverses de l'environnement, etc.
Comme pour les autres monuments, ces raisons ne correspondent pas strictement à l'importance historique, géographique, esthétique ou patrimoniale qu'ils pourraient avoir, ni à la lecture que l'on en fait aujourd'hui, que ce soit par rapport à d'autres bornes ou de toute autre inscription épigraphique et vestige du passé.

#### Les catégories de protection
De même, les raisons distinguant le classement ou l'inscription du monument, d'une part, et la qualité d'édifice, de site ou d'objet mobilier, d'autre part, ainsi que ce qui justifie que certaines bornes soient uniquement recensées dans l'Inventaire général, semblent particulièrement floues, voire défient la logique.
En plus des nombreux changements dans ce qui constitue les priorités du patrimoine culturel au fil des siècles, la bonne volonté des rédacteurs des dossiers de protection et le caractère aléatoire ou obscur de leur traitement par les multiples administrations qui s'en sont chargées (sous diverses attributions : municipale, ministérielle, délégation auprès de sociétés savantes, etc.) pourraient en partie expliquer que ce chantier soit si peu avancé et chaotique.
On notera, en conséquence, que les statuts juridiques ne sont indiqués ici qu'approximativement : les informations disponibles n'étant pas suffisamment sûres et à jour pour être fiables (identification, bornes en dépôts, ou versées dans des collections publiques, par exemple).

### Les autres bornes

#### Les inscriptions recensées dans le CIL
Le nombre de milliaires protégés est à comparer avec l'ensemble des bornes routières romaines connues sur certaines parties du territoire antique des Gaules, des Alpes, de la Belgique et de la Germanie, qui sont partiellement répertoriées dans le CIL XVII-2, soit au minimum pour celles portant une inscription épigraphique :
- 275 pour la Narbonnaise
- 108 pour l'Aquitaine
- 95 pour la Lyonnaise
- 39 pour la partie française de la Belgique (recouvrant entre autres, le nord de la France actuelle)
- 15 pour la partie française de la Germanie supérieure (le Jura, la Franche-Comté et une partie de la Bourgogne)
- 9 pour la partie française des Alpes-Maritimes
- 1 pour la partie française des Alpes Grecques

Toutefois, nombre d'entre elles ont, depuis leur première publication ou « découverte » (parfois avant le XIXe siècle), disparu, ont été réemployées ou sont dans des dépôts archéologiques et des musées (et sont alors, de fait, protégées). Dans certains cas, une réplique a été installée sur place ou dans les environs.
Il faut noter que depuis leur première publication ou «découverte» (parfois avant le XIXe siècle), nombre d'entre elles ont disparu, ont été réemployées ou ont été placées dans des dépôts archéologiques et des musées (où elles sont de fait, protégées). Dans certains cas, une réplique a été installée sur place ou dans les environs.

#### Les bornes anépigraphes
De très nombreuses bornes anépigraphes (c'est-à-dire sans inscription lisible), sont  recensées dans les inventaires archéologiques, comme la Carte archéologique de la Gaule [CAG].  Elles ne sont évidemment pas mentionnées dans les recueils de textes (comme les CIL). Elles peuvent être elles-mêmes des remplois de pierres plus anciennes (menhir néolithique, stèle protohistorique, etc.). Elles sont généralement considérées comme colonnes itinéraires hypothétiques, comme c'est le cas pour la stèle de Loc-Eguiner-Saint-Thégonnec,

## Bornes classées ou inscrites au titre d'édifice ou de site

### Carte des bornes
Sont données ici, les coordonnées de la localisation d'origine connue de ces bornes.
| Borne milliaire de Biozat · Borne milliaire du faubourg de Laon · Borne milliaire de Vic-sur-Aisne · Borne milliaire de Soulosse · Borne milliaire de Brimont · Borne milliaire de Saint-Germain · Borne milliaire de Vagnas · Borne milliaire de la Calanque · Pierre du Marteau · Colonnes de César · Colonnes de César |

### Bornes classées ou inscrites au titre de monument historique (Base Mérimée)
Sont données ici, en priorité, les coordonnées de la localisation actuelle de ces bornes, souvent après un ou plusieurs déplacements, sauf si elles ont disparu. Dans ce dernier cas, il est alors indiqué leur première localisation connue ou son emplacement hypothétique.
| Monument | Département         | Commune                                            | Adresse | Coordonnées                        | Notice         | Protection                                | Date      | Illustration |
| --- | ------------------- | -------------------------------------------------- | --- | ---------------------------------- | -------------- | ----------------------------------------- | --------- | --- |
| Borne itinéraire de Biozat CIL 17-02, 00343                                                                           | Allier              | Biozat                                             | Borne leugaire trouvée en 1841 sur la pelouse, et toujours in situ, place de l'église Saint-Symphorien. | 46° 04′ 43″ nord, 3° 16′ 16″ est   | « PA00093006 » | Inscrit                                   | 1946      | Borne itinéraire de Biozat CIL ?p_belegstelle=CIL+17-02%2C+00343&r_sortierung=Belegstelle 17-02, 00343 |
| Borne itinéraire de Vichy CIL 17-02, 00341                                                                            | Allier              | Vichy                                              | Borne leugaire trouvée en 1880 dans l'angle Nord-Est du mur d'enceinte de l'ancien cimetière du Moûtier, puis déplacée dans le hall du centre thermal des Dômes. Elle est, à tort, mentionnée comme classée au titre objet le 5 juillet 1916 dans la base Palissy. | 46° 07′ 35″ nord, 3° 25′ 07″ est   | « PA00093338 » | Classé                                    | 1916      | Borne itinéraire de VichyCIL ?p_belegstelle=CIL+17-02%2C+00341&r_sortierung=Belegstelle 17-02, 00341 |
| Borne milliaire de Gréolières CIL 17-02, 00007                                                                        | Alpes-Maritimes     | Gréolières                                         | La borne a été descendue de l'ancien chemin du Haut-Gréolières en 1810 et installée devant la récente chapelle Sainte-Anne, à gauche de la route sortant du bourg, en direction d'Andon. Elle a été christianisée, réemployée comme le piédestal d'une croix en fer. | 43° 47′ 45″ nord, 6° 56′ 13″ est   | « PA00080743 » | Inscrit                                   | 1935      | Borne milliaire de Gréolières CIL ?p_belegstelle=CIL+17-02%2C+00007&r_sortierung=Belegstelle 17-02, 00007 |
| Stèle commémorative du Premier Empire (XIXe siècle) de La Turbie, détruite                                            | Alpes-Maritimes     | La Turbie                                          | Stèle commémorative du premier quart du XIXe siècle dite du Premier Empire. Elle pourrait commémorer la construction de la Grande Corniche sous Napoléon Ier, mais la raison de son érection n'est pas mentionnée dans la notice de la Médiathèque du patrimoine et de la photographie, dans la Base Mérimée. La stèle est détruite à une date inconnue. Il ne s'agit pas d'une borne milliaire (et il n'est pas envisagé qu'elle soit de l'époque romaine) contrairement au titre de la notice de la Base Mérimée. Elle aurait été localisée près du 9 route de Menton (faisant partie de la route de la Grande Corniche), d'après la photographie de la notice de la Base Mérimée. Il est cependant indiqué "avenue de la Victoire" dans la Base Mémoire. | 43° 44′ 49″ nord, 7° 24′ 05″ est   | « PA00080889 » | Inscrite puis détruite à une date inconue | 1926      | Stèle commémorative du Premier Empire (XIXe siècle) de La Turbie, détruite |
| Bornes milliaires de Cruas CIL 17-02, 00175 et CIL 17-02, 00177 ?                                                     | Ardèche             | Cruas                                              | Deux bornes localisées place de l'Église, devant l'Abbatiale Sainte-Marie, parmi sept ou huit différents milliaires découverts sur le territoire de Cruas (dont au moins trois après 1903). | 44° 39′ 25″ nord, 4° 45′ 46″ est   | « PA00116699 » | Classé                                    | 1903      | Bornes milliaires de CruasCIL ?p_belegstelle=CIL+17-02%2C+00175&r_sortierung=Belegstelle 17-02, 00175 et CIL ?p_belegstelle=CIL+17-02%2C+00177&r_sortierung=Belegstelle 17-02, 00177 ? |
| Borne milliaire de Pont-de-Labeaume CIL 17-02, 00190                                                                  | Ardèche             | Pont-de-Labeaume                                   | Borne trouvé en 1857 dans un champ situé au bord de la rivière, non loin de son emplacement actuel. Déplacée de l'autre côté de la route et posée sur un petit socle, sur le trottoir de la place, devant l'église paroissiale, près de la mairie. | 44° 39′ 55″ nord, 4° 17′ 21″ est   | « PA00116742 » | Classé                                    | 1932      | Borne milliaire de Pont-de-LabeaumeCIL ?p_belegstelle=CIL+17-02%2C+00190&r_sortierung=Belegstelle 17-02, 00190 |
| Borne milliaire de Rochemaure dite aussi de Privas CIL 17-02, 00180                                                   | Ardèche             | Rochemaure, à Privas, aux XIXe et XXe siècles      | Anciennement à la Croix de la Lauze, où elle avait roulé en bas de la colline, la borne devait être placée, selon L. A. Pelet (1853-1854), en deçà de la station des Fonts-de-Collarion. Déplacée au XVIIIe siècle au château de Joviac, puis au XIXe siècle à la préfecture et dans la cour du lycée de Privas. Depuis 1999, elle est conservée à la Chapelle Notre-Dame-des-Anges de Rochemaure, et a une copie devant la mairie. | 44° 35′ 16″ nord, 4° 42′ 05″ est   | « PA00116748 » | Classé                                    | 1903      | Borne milliaire de Rochemaure dite aussi de PrivasCIL ?p_belegstelle=CIL+17-02%2C+00180&r_sortierung=Belegstelle 17-02, 00180 |
| Borne milliaire de Saint-Germain CIL 17-02, 00191                                                                     | Ardèche             | Saint-Germain                                      | Borne toujours in situ, au carrefour de la D 103 avec le chemin de l'église, près de l'ancien cimetière, au nord-est du village. La borne était christianisée, surmontée d'une croix, dans le passé. | 44° 33′ 22″ nord, 4° 27′ 14″ est   | « PA00116786 » | Inscrit                                   | 1935      | Borne milliaire de Saint-GermainCIL ?p_belegstelle=CIL+17-02%2C+00191&r_sortierung=Belegstelle 17-02, 00191 |
| Borne milliaire de Vagnas CIL 17-02, 00201                                                                            | Ardèche             | Vagnas                                             | La borne, aujourd'hui pratiquement illisible, est in situ, au lieu-dit La Pierre Plantée, au carrefour de la D 579 avec le chemin se rendant au lieu-dit La Rochette, à 2 km au nord de Vagnas. Elle a été christianisée en 1717 par une croix fixée à son sommet. Elle aurait été renversée par un tracteur en 1958, puis sommairement redressée. | 44° 21′ 05″ nord, 4° 21′ 54″ est   | « PA00116840 » | Inscrit                                   | 1974      | Borne milliaire de VagnasCIL ?p_belegstelle=CIL+17-02%2C+00201&r_sortierung=Belegstelle 17-02, 00201 |
| Bornes milliaires de Roquefort-des-Corbières CIL 17-02, 00290, CIL 17-02, 00291, CIL 17-02, 00292 et CIL 17-02, 00293 | Aude                | Roquefort-des-Corbières                            | Trois bornes sont mentionnées (dont une ayant un fragment anépigraphe supplémentaire) dans la combe de la Clotte. On fait l'hypothèse qu'elles ont été déplacées et regroupées pour la construction d'un bâtiment (aujourd'hui en ruine) au Moyen Âge. | 42° 58′ 33″ nord, 2° 55′ 24″ est   | « PA00102879 » | Classé                                    | 1974      | Bornes milliaires de Roquefort-des-CorbièresCIL ?p_belegstelle=CIL+17-02%2C+00290&r_sortierung=Belegstelle 17-02, 00290, CIL ?p_belegstelle=CIL+17-02%2C+00291&r_sortierung=Belegstelle 17-02, 00291, CIL ?p_belegstelle=CIL+17-02%2C+00292&r_sortierung=Belegstelle 17-02, 00292 et CIL ?p_belegstelle=CIL+17-02%2C+00293&r_sortierung=Belegstelle 17-02, 00293 |
| Colonne de la forêt de Weitbruch CAG-67-1, p. 659-660                                                                 | Bas-Rhin            | Weitbruch                                          | Stèle anépigraphe découverte en 1859. Au district 39 de la forêt communale, à cent vingt mètres depuis la route, sur un chemin forestier partant de la D139 vers le sud. | 48° 46′ 04″ nord, 7° 46′ 52″ est   | « PA00085221 » | Inscrit                                   | 1934      | Colonne de la forêt de WeitbruchCAG-67-1, p. 659-660 |
| Borne milliaire de la Calanque, dite d'Aureille CIL 17-02, 00062                                                      | Bouches-du-Rhône    | Aureille, à la frontière avec Saint-Martin-de-Crau | Borne à peu près in situ, à quelques centaines de mètres au nord-ouest du mas d'Archimbaud-en-Crau, à la frontière avec le territoire de la commune de Saint-Martin-de-Crau (où elle a parfois été localisée par erreur). Brisée en deux parties, elle est actuellement en cours de remontage par Michel Poguet. | 43° 39′ 39″ nord, 4° 57′ 41″ est   | « PA00081433 » | Classé                                    | 1945 2006 | Borne milliaire de la Calanque, dite d'AureilleCIL ?p_belegstelle=CIL+17-02%2C+00062&r_sortierung=Belegstelle 17-02, 00062 |
| Borne milliaire de Caseneuve CIL 17-02, 00056                                                                         | Bouches-du-Rhône    | Lançon-Provence                                    | Borne au lieu-dit Caseneuve, sur la D17 de Pélissanne à Éguilles. | 43° 35′ 51″ nord, 5° 12′ 33″ est   | « PA00081309 » | Classé                                    | 1942      | Borne milliaire de CaseneuveCIL ?p_belegstelle=CIL+17-02%2C+00056&r_sortierung=Belegstelle 17-02, 00056 |
| Borne itinéraire de Bidoussanne CIL 17-02, 00059                                                                      | Bouches-du-Rhône    | Pélissanne                                         | Borne anépigraphe. Chemin de Gigery, au lieu-dit Bidoussanne. | 43° 36′ 29″ nord, 5° 10′ 26″ est   | « PA00081399 » | Inscrit                                   | 1941      | Borne itinéraire de BidoussanneCIL ?p_belegstelle=CIL+17-02%2C+00059&r_sortierung=Belegstelle 17-02, 00059 |
| Borne milliaire de Bruère-Allichamps CIL 17-02, 00489                                                                 | Cher                | Bruère-Allichamps                                  | Route de Bourges à Montluçon ; à l'intersection de la R. D. 2144 et de la R. D. 92 (« IA00011004 », notice no IA00011004) | 46° 46′ 10″ nord, 2° 25′ 59″ est   | « PA00096747 » | Classé                                    | 1909      | Borne milliaire de Bruère-AllichampsCIL ?p_belegstelle=CIL+17-02%2C+00489&r_sortierung=Belegstelle 17-02, 00489 |
| Pierre du Marteau CIL 17-02, 00355                                                                                    | Creuse              | Le Donzeil                                         | La borne est, in situ, au carrefour de chemins communaux, au lieu dit La Pierre du Marteau. En 1880, elle était plantée la tête en bas, d'où son nom. | 46° 03′ 13″ nord, 2° 00′ 43″ est   | « PA00100055 » | Classé                                    | 1929      | Pierre du MarteauCIL ?p_belegstelle=CIL+17-02%2C+00355&r_sortierung=Belegstelle 17-02, 00355 |
| Borne milliaire de la mairie de Saillans CIL 17-02, 00094 ou de l'église Saint-Géraud de Saillans CIL 17-02, 00095 ?  | Drôme               | Saillans                                           | Borne sur la place de la Daraise et soutenant une croix, avant 1835, puis transportée à la mairie en septembre 1952. La notice Mérimée manquant de précision, la borne est identifiée, ici, sans certitude : deux autres milliaires ayant été trouvés sur la commune. Henri Desaye a fait l'hypothèse que les deux milliaires du XVIe mille étaient dans l'Antiquité localisés au hameau de la Maladrerie, près du gué sur la Drôme. | 44° 41′ 52″ nord, 5° 11′ 50″ est   | « PA00117044 » | Classé                                    | 1905      | Borne milliaire de la mairie de SaillansCIL ?p_belegstelle=CIL+17-02%2C+00094&r_sortierung=Belegstelle 17-02, 00094 ou de l'église Saint-Géraud de Saillans CIL ?p_belegstelle=CIL+17-02%2C+00095&r_sortierung=Belegstelle 17-02, 00095 ? |
| Stèle de Croas ar Peulven dite borne milliaire de Quillidien CIL 17-02, 00417                                         | Finistère           | Plouigneau                                         | Stèle protohistorique, peut-être remployé en borne (anépigraphe), près du hameau de Croas ar Peulven, sur le bord Est du chemin menant anciennement à Quillidien (lieu-dit distant de plus de cinq cents mètres au Nord), et à environ deux cents mètres au Nord-Ouest du lieu-dit Keranfors. | 48° 34′ 17″ nord, 3° 40′ 51″ ouest | « PA00090254 » | Inscrit                                   | 1956      | Stèle de Croas ar Peulven dite borne milliaire de QuillidienCIL ?p_belegstelle=CIL+17-02%2C+00417&r_sortierung=Belegstelle 17-02, 00417 |
| Colonnes de César CIL 17-02, 00210, CIL 17-02, 00211, CIL 17-02, 00212 et CIL 17-02, 00213                            | Gard                | Beaucaire ou Jonquières-Saint-Vincent              | Trouvées en bordure de la Via Domitia entre Beaucaire et la Jonquières-Saint-Vincent (où certains spécialistes les localisent). Ces quatre bornes milliaires, dont une base anépigraphe classée deux ans après les autres, sont toujours in situ au lieu-dit Peyrous Plantadous ou Peires Plantades au Clos des Mélettes, en bordure du chemin rural (C.R.) 56. Elles ont été dégagées et redressées en novembre 1962, à l'occasion du premier classement. | 43° 48′ 58″ nord, 4° 35′ 57″ est   | « PA00102974 » | Classé                                    | 1963 1965 | Colonnes de CésarCIL ?p_belegstelle=CIL+17-02%2C+00210&r_sortierung=Belegstelle 17-02, 00210, CIL ?p_belegstelle=CIL+17-02%2C+00211&r_sortierung=Belegstelle 17-02, 00211, CIL ?p_belegstelle=CIL+17-02%2C+00212&r_sortierung=Belegstelle 17-02, 00212 et CIL ?p_belegstelle=CIL+17-02%2C+00213&r_sortierung=Belegstelle 17-02, 00213                            |
| Borne milliaire de Caveirac CIL 17-02, 00256                                                                          | Gard                | Caveirac                                           | Borne qui aurait été trouvée à Galargues avant 1640. Transformée en borne-fontaine de la place du Château avant 1892. | 43° 49′ 33″ nord, 4° 15′ 38″ est   | « PA00103038 » | Classé                                    | 1911      | Borne milliaire de CaveiracCIL ?p_belegstelle=CIL+17-02%2C+00256&r_sortierung=Belegstelle 17-02, 00256 |
| Borne milliaire de Manduel CIL 17-02, 00223                                                                           | Gard                | Manduel                                            | Le Village | 43° 49′ 08″ nord, 4° 28′ 25″ est   | « PA00103071 » | Classé                                    | 1973      | Borne milliaire de ManduelCIL ?p_belegstelle=CIL+17-02%2C+00223&r_sortierung=Belegstelle 17-02, 00223 |
| Borne milliaire d'Uchaud CIL 17-02, 00257                                                                             | Gard                | Uchaud                                             | Borne à l'angle du chemin venant de Bernis et de la route de Nîmes à Narbonne. | 43° 45′ 59″ nord, 4° 17′ 18″ est   | « PA00103249 » | Classé                                    | 1912      | Borne milliaire d'UchaudCIL ?p_belegstelle=CIL+17-02%2C+00257&r_sortierung=Belegstelle 17-02, 00257 |
| Tronçon du bassin du Thau de la Via Domitia (dont la borne milliaire de Monplaisir) CAG-34-2, p. ?                    | Hérault             | Mèze ? (ou Loupian ?)                              | D'après la notice de la base Mérimée, près du fossé dit de Mon Plaisir (?), point où se dresse la borne milliaire marquant le 35e mille (probablement depuis Nîmes). | 43° 27′ 25″ nord, 3° 34′ 57″ est   | « PA00135390 » | Inscrit partiellement                     | 1995      | Image manquante Téléverser |
| Borne milliaire de Saint-Aunès CIL 17-02, 00277                                                                       | Hérault             | Saint-Aunès                                        | Borne trouvée au hameau d'Auroux, sur la commune de Mauguio, puis déplacée à droite de la façade de l'église de Saint-Aunès, sous un abri. | 43° 38′ 12″ nord, 3° 57′ 57″ est   | « PA00103687 » | Classé                                    | 1911      | Borne milliaire de Saint-AunèsCIL ?p_belegstelle=CIL+17-02%2C+00277&r_sortierung=Belegstelle 17-02, 00277 |
| Colonnes de Locmeltro CAG-56, p. 143                                                                                  | Morbihan            | Guern                                              | Deux bornes anépigraphes, hypothétiquement romaines, sont dans l'enclos paroissial de la chapelle Saint-Meldéoc de Locmeltro (ou du lieu-dit Loc Meltro, selon l'IGN). Devant l'entrée de la chapelle, la base d'une des deux borne, tronquée, a été réemployée en bénitier. Sa partie supérieure étant à proximité. | 48° 02′ 50″ nord, 3° 08′ 44″ ouest | « PA00091248 » | Inscrit                                   | 1946      | Colonnes de LocmeltroCAG-56, p. 143 |
| Borne itinéraire de Brossel CAG-63-2, p. ?                                                                            | Puy-de-Dôme         | Le Broc                                            | Borne anépigraphe, hypothétiquement romaine, au lieu-dit de la Pierre-Fichade (cad. D 335), à quelques centaines de mètres à l'est du hameau de Brossel. | 45° 29′ 29″ nord, 3° 16′ 12″ est   | « PA00091923 » | Classé                                    | 1951      | Borne itinéraire de BrosselCAG-63-2, p. ? |
| Colonne milliaire de Saint-Hippolyte CIL 17-02, 00296                                                                 | Pyrénées-Orientales | Saint-Hippolyte                                    | Borne trouvée en 1847 sous la table du maitre-autel de l'église qu'elle soutenait. Déplacée dans le porche, où elle était surmontée d'un chapiteau roman. | 42° 47′ 05″ nord, 2° 58′ 02″ est   | « PA00104119 » | Classé                                    | 1892      | Colonne milliaire de Saint-HippolyteCIL ?p_belegstelle=CIL+17-02%2C+00296&r_sortierung=Belegstelle 17-02, 00296 |
| Borne milliaire de Solaize CIL 17-02, 00148                                                                           | Rhône               | Solaize                                            | Borne découverte en 1603, au carrefour de la rue de Chantabeau et de la rue du Rhône (D 36), probablement à l'origine 4 km plus au sud, aux environs de Communay. Elle était la base d'une croix en 1880. Une copie est au musée gallo-romain de Saint-Romain-en-Gal (photo ci-contre de cette dernière). | 45° 38′ 28″ nord, 4° 50′ 15″ est   | « PA00118067 » | Classé                                    | 1910      | Borne milliaire de SolaizeCIL ?p_belegstelle=CIL+17-02%2C+00148&r_sortierung=Belegstelle 17-02, 00148 |
| Borne milliaire de Cenon-sur-Vienne CIL 17-02, 00441                                                                  | Vienne              | Cenon-sur-Vienne                                   | Borne portant une dédicace à Hadrien, de 123. Elle est trouvée en 1928 par Gabriel Rimbault « à gauche sur le bord de la route qui va de Cenon à Vouneuil-sur-Vienne, à une cinquantaine de mètres de la gare des tramways » (site archéologique 16 131 046 AH ?). Déplacée dans la cour de la mairie[Quand ?][Où ?], puis avec d'autres vestiges dans le jardin du « château de La Bonde », mairie entre 1953 et 1990, elle est dorénavant dans le hall de la nouvelle mairie, place Michel Gaudineau. | 46° 46′ 25″ nord, 0° 32′ 11″ est   | « PA00105373 » | Inscrit                                   | 1938      | Borne milliaire de Cenon-sur-VienneCIL ?p_belegstelle=CIL+17-02%2C+00441&r_sortierung=Belegstelle 17-02, 00441 |

### Bornes parties d'édifices ou de sites classés ou inscrits
Ces bornes peuvent être intégrées ou remployées dans un monument historique, sans être spécifiquement mentionnées dans l'arrêté.
| Monument                                                     | Département       | Commune                                                  | Adresse | Coordonnées                        | Notice         | Protection | Date             | Illustration |
| ------------------------------------------------------------ | ----------------- | -------------------------------------------------------- | --- | ---------------------------------- | -------------- | --- | ---------------- | --- |
| Borne milliaire de Vic-sur-Aisne CIL 17-02, 00506            | Aisne             | Vic-sur-Aisne                                            | Borne trouvée vers 1700 « dans une terre près de Vic-sur-Aisne » (...), et déplacée avant 1724 dans la cour du château. Au moins depuis le XIXe siècle, à l'entrée du parc, en vis-à-vis du perron, face au donjon. | 49° 24′ 20″ nord, 3° 06′ 52″ est   |                | Partie d'un site classé (mais ne semble pas classé au titre objet) « PA00115974 », notice no PA00115974                            |                  | Borne milliaire de Vic-sur-AisneCIL ?p_belegstelle=CIL+17-02%2C+00506&r_sortierung=Belegstelle 17-02, 00506      |
| Borne milliaire de Chadenac CIL 17-02, 00428                 | Charente-Maritime | Chadenac                                                 | Borne de l'empereur Claude (en l'an 46 ap. J.-C.), remployée en cuve de sarcophage dès l'Antiquité tardive, après avoir été retaillée, ce qui l'a amputée des premières lignes de l'inscription. Au vu de la distance indiquée depuis Mediolanum (Saintes), on suppose qu'elle a été déplacée d'environ 4 km _bien que le nom de l'agglomération de référence soit discuté. Trouvée en 1863 lors des fouilles du cimetière gallo-romain du « terrier de la chapelle de Sainte-Sône » (chapelle détruite au XVIIIe siècle), à environ 600 m à l'est-sud-est du bourg, elle est d'abord déplacée au bord de la route près du lieu de découverte. Au XXe siècle, elle est installée avec d'autres vestiges sous un abri, auprès de l'église Saint-Martin. | 45° 32′ 31″ nord, 0° 26′ 38″ ouest |                | Partie d'un site classé (mais ne semble pas classé au titre objet) « PA00104638 », notice no PA00104638                            |                  | Borne milliaire de ChadenacCIL ?p_belegstelle=CIL+17-02%2C+00428&r_sortierung=Belegstelle 17-02, 00428           |
| Croix du mur de l'enclos de Ploulec'h CAG-22, p 251 ou 252 ? | Côtes-d'Armor     | Ploulec'h                                                | Cette croix, intégrée au mur de clôture (« inscrit », notice no IA22002379) de l'enclos paroissial (côté rue, face au transept Nord), était peut-être un réemploi christianisé vers le XVIIe siècle (stèle de l'âge du fer ? colonne romaine ?). Bien que certains auteurs aient envisagé, lors de l'inscription du site en 1926, que ce soit une ancienne borne anépigraphe, du fait de la proximité avec la « voie romaine », notice no IA22002470 menant au Yaudet, l'hypothèse ne semble plus envisagée par les archéologues au moins depuis 1978,. | 48° 43′ 06″ nord, 3° 30′ 14″ ouest | « IA22002397 » | Partie d'un site inscrit (mais ne semble pas classé au titre objet) « IA22002379 », notice no IA22002379                           | 1926             | Croix du mur de l'enclos de Ploulec'hCAG-22, p 251 ou 252 ?                                                      |
| Borne milliaire de Pommiers-en-Forez CIL 17-02, 00346        | Loire             | Pommiers                                                 | Borne trouvée en 1880 dans l'assise de construction de l'église Saint-Julien (« classé », notice no PA00117544). En 1987, elle a été installée devant l'abside par les Amis du Vieux Pommiers. | 45° 49′ 45″ nord, 4° 03′ 52″ est   |                | Partie d'un site classé (mais ne semble pas classé au titre objet)                                                                 |                  | Borne milliaire de Pommiers-en-Forez CIL ?p_belegstelle=CIL+17-02%2C+00346&r_sortierung=Belegstelle 17-02, 00346 |
| Borne milliaire du mont Aurélien CIL 17-02, 00051            | Var               | Saint-Maximin-la-Sainte-Baume (anciennement à Pourcieux) | Borne trouvée en 1858 près de la via Aurelia, dans le lit d'un petit ravin du mont Aurélien, à environ 4 km de Saint-Maximin, sur la commune de Pourcieux. Elle est rapidement déplacée dans le cloître de la basilique Sainte-Marie-Madeleine, mais une copie serait sur place. | 43° 27′ 11″ nord, 5° 51′ 50″ est   |                | Partie d'un site classé (mais ne semble pas classé au titre objet) « PA00081710 », notice no PA00081710                            | 1858             | Borne milliaire du mont AurélienCIL ?p_belegstelle=CIL+17-02%2C+00051&r_sortierung=Belegstelle 17-02, 00051      |
| Borne milliaire du gué des Chirets CIL 17-02, 00383          | Vienne            | Chauvigny (ex Saint-Pierre-les-Églises)                  | Fragment semi-cylindrique d'une borne, creusé en sarcophage au centre de l'inscription, trouvé près du gué des Chirets. Celui-ci a été déplacé dans le cimetière de Saint-Pierre-les-Églises après 1863, pour être adossé au sud-est du chevet, puis assemblé à d'autres éléments et orné d'un chapiteau antique vers la fin du siècle. C'est probablement à cette dernière occasion que la partie manquante a été comblée par une reconstitution hypothétique contestée. | 46° 33′ 16″ nord, 0° 38′ 06″ est   | « IA00045934 » | Partie d'un site classé : le cimetière et l'église (mais ne semble pas classé au titre objet) « PA00105414 », notice no PA00105414 | 1934 (?) et 1952 | Borne milliaire du gué des ChiretsCIL ?p_belegstelle=CIL+17-02%2C+00383&r_sortierung=Belegstelle 17-02, 00383    |

## Bornes classées au titre d'objet mobilier (Base Palissy)
| Monument                                                                                   | Département   | Commune                                  | Adresse | Coordonnées                      | Notice         | Protection                                                                       | Date                     | Illustration |
| ------------------------------------------------------------------------------------------ | ------------- | ---------------------------------------- | --- | -------------------------------- | -------------- | -------------------------------------------------------------------------------- | ------------------------ | --- |
| Borne milliaire de Barsac CIL 17-02, 00091                                                 | Drôme         | Barsac                                   | Borne placée sur le trottoir extérieur de la place de l'église. Elle est remployée comme socle d'une croix. | 44° 43′ 54″ nord, 5° 17′ 23″ est | « PM26000009 » | classé                                                                           | 1950                     | Image manquante Téléverser |
| Borne milliaire d'Érôme CIL 17-02, 00157                                                   | Drôme         | Érôme                                    | Borne portant une double inscription. Précédemment remployée comme support du bénitier placé à droite en entrant dans l'église, elle a été déplacée dans le jardin du presbytère Saint-Martin, mais n'y était plus visible ces dernières années. | 45° 07′ 14″ nord, 4° 49′ 16″ est | « PM26000099 » | classé                                                                           | 1905                     | Image manquante Téléverser |
| Borne milliaire de la cathédrale Saint-Apollinaire CIL 17-02, 00160                        | Drôme         | Valence                                  | Borne formant le tambour d'une colonne dans le chœur de la cathédrale Saint-Apollinaire (classée en 1862). | 44° 55′ 54″ nord, 4° 53′ 22″ est | « PM26000317 » | classé au titre immeuble avec la cathédrale « PA00117085 », notice no PA00117085 | 1869                     | Borne milliaire de la cathédrale Saint-Apollinaire CIL ?p_belegstelle=CIL+17-02%2C+00160&r_sortierung=Belegstelle 17-02, 00160                                                                                  |
| Bornes milliaires de l'église Notre-Dame-des-Pommiers CIL 17-02, 00207 et CIL 17-02, 00208 | Gard          | Beaucaire                                | Bornes trouvées dans le cloître de l'église Saint-Martin (selon Peiresc) à l'occasion de la construction de l'église collégiale sur son emplacement, et installées dans la cour de l'hôtel de ville en 1735 (site classé en 1925). Elles ont été déplacées (ou des répliques ?) à une date indéterminée (au plus tard dans le dernier quart du XXe siècle) sur le chemin des Romains (correspondant à la Via Domitia), au carrefour des Cinq Coins ou des Cinq Cantons, aux abords d'un jardin public. | 43° 48′ 35″ nord, 4° 37′ 46″ est | « PA00102986 » | classé au titre objet « PM30000111 », notice no PM30000111                       | 1911                     | Bornes milliaires de l'église Notre-Dame-des-PommiersCIL ?p_belegstelle=CIL+17-02%2C+00207&r_sortierung=Belegstelle 17-02, 00207 et CIL ?p_belegstelle=CIL+17-02%2C+00208&r_sortierung=Belegstelle 17-02, 00208 |
| Borne milliaire de l'église Saint-André CIL 17-02, 00255                                   | Gard          | Bernis                                   | Borne remployée comme colonne engagée dans le mur Nord du collatéral de l'église paroissiale. | 43° 46′ 01″ nord, 4° 17′ 19″ est | « PA00103025 » | classé au titre objet « PM30000112 », notice no PM30000112                       | 1906                     | Image manquante Téléverser |
| Borne milliaire d'Ayguesvives CIL 17-02, 00304                                             | Haute-Garonne | Ayguesvives                              | Milliaire dressé à l'abri d'un auvent contre le mur du chœur, à l'extérieur de l'église Saint-Loup d'Ayguesvives. | 43° 26′ 18″ nord, 1° 35′ 45″ est | « PM31000004 » | classé                                                                           | 1914                     | Borne milliaire d'Ayguesvives CIL ?p_belegstelle=CIL+17-02%2C+00304&r_sortierung=Belegstelle 17-02, 00304 |
| Borne milliaire de Baziège CIL 17-02, 00303                                                | Haute-Garonne | Baziège                                  | Borne conservée dans l'église Saint-Etienne, et dite aussi « la Sainte Pierre ». | 43° 27′ 19″ nord, 1° 36′ 49″ est | « PM31000034 » | classé                                                                           | 1906                     | Image manquante Téléverser |
| Borne milliaire de Montgaillard-Lauragais CIL 17-02, 00302                                 | Haute-Garonne | Montgaillard-Lauragais                   | Borne milliaire, très abîmée, dressée sur la place de la Garrigue, au bout de la rue de la Pierre Milliaire, servant de socle à une croix de fer. Provenant probablement de la voie de Narbonne à Toulouse, Michel Labrousse a réussi à y déchiffrer le nom de l'empereur gaulois Tétricus (271-274). | 43° 25′ 50″ nord, 1° 42′ 01″ est | « PM31000423 » | classé                                                                           | 1915                     | Borne milliaire de Montgaillard-Lauragais CIL ?p_belegstelle=CIL+17-02%2C+00302&r_sortierung=Belegstelle 17-02, 00302                                                                                           |
| Borne milliaire de la chapelle de Mons CIL 17-02, 00371                                    | Gers          | Crastes (sur l'ancienne commune de Mons) | Borne remployée comme support du bénitier dans la chapelle de Mons (ancienne église Saint-Blaise). | 43° 43′ 30″ nord, 0° 42′ 10″ est | « PM32000508 » | classé                                                                           | 1997                     | Borne milliaire de la chapelle de Mons CIL ?p_belegstelle=CIL+17-02%2C+00371&r_sortierung=Belegstelle 17-02, 00371                                                                                              |
| Borne milliaire de Saint-Jean-d'Aubrigoux CIL 17-02, 00319                                 | Haute-Loire   | Saint-Jean-d'Aubrigoux                   | Cette borne semble être aujourd'hui illisible, mais n'est pas identifiée avec certitude. Elle se trouverait toujours in situ, à environ 500 m (mais 1 500 m selon Payrard) au sud du bourg, sur la route du village de Trivis. | 45° 21′ 22″ nord, 3° 48′ 50″ est | « PM43000634 » | classé                                                                           | 1918                     | Borne milliaire de Saint-Jean-d'Aubrigoux CIL ?p_belegstelle=CIL+17-02%2C+00319&r_sortierung=Belegstelle 17-02, 00319                                                                                           |
| Borne milliaire du pont de la Géline CIL 17-02, 00107                                      | Haute-Savoie  | Annemasse                                | Borne trouvée en 1869 à droite du pont de la Géline (canalisée depuis 1920), sur la route de Genève à Bonneville, et conservée dans les locaux techniques de la mairie. | 46° 11′ 36″ nord, 6° 14′ 03″ est | « PM74000095 » | classé                                                                           | 1939                     | Image manquante Téléverser |
| Borne itinéraire de Limoges CIL 17-02, 00361                                               | Haute-Vienne  | Limoges                                  | Cette pierre, détruite avant le 29 août 1893 par le Service des travaux publics de la ville, était probablement une colonne itinéraire romaine. Elle était anciennement localisée place de la Règle, dite petite place du Séminaire, devant la porte de l'ancienne abbaye de la Règle. Elle n'aurait jamais été classée comme immeuble (contrairement à ce qui est indiqué sur la fiche Mérimée). | 45° 49′ 44″ nord, 1° 16′ 04″ est | « PA00100331 » | classé au titre objet « PM87000625 », notice no PM87000625                       | 1894 (après destruction) | Borne itinéraire de LimogesCIL ?p_belegstelle=CIL+17-02%2C+00361&r_sortierung=Belegstelle 17-02, 00361 |
| Borne milliaire de Vollore-Ville CIL 17-02, 00348                                          | Puy-de-Dôme   | Vollore-Ville                            | Borne portant une dédicace à Claude de 45 ou 46 apr. J.-C. Elle est signalée avant le XVIIIe siècle « au bout de cent pas, à l'est de la ville » (1856) au lieu-dit la Croix de Saint-Roch, peut-être christianisée dès le Moyen Âge et assemblée à d'autres éléments (« élevée sur cinq gradins »), puis pratiquement détruite en 1793. Les deux fragments restants de la colonne et l'inscription mutilée en forme d'écusson sont dans le jardin en façade de la mairie. Une reconstitution approximative du monument original a été installée sur son lieu d'origine, en face d'une croix monumentale élevée en 1826. | 45° 47′ 10″ nord, 3° 36′ 00″ est | « PM63001472 » | classé                                                                           | 1904 (fragments)         | Borne milliaire de Vollore-Ville CIL ?p_belegstelle=CIL+17-02%2C+00348&r_sortierung=Belegstelle 17-02, 00348 |

## Autres statuts

### Bornes versées dans les collections publiques

#### Bornes de France dans les collections françaises
Les bornes faisant partie des collections publiques de biens culturels, c'est-à-dire propriété d'une entité publique (État, collectivités territoriales, établissement public, etc.) et conservées dans un dépôt archéologique, un musée, les archives, etc., sont protégées au titre du régime spécial de propriété publique ou du statut spécifique donné par le label Musée de France (ce dernier statut pouvant concerner des collections privées, associatives, etc.).
Certaines bornes ont été versées dans les collections publiques après leur classement ou inscription.
| Monument | Département             | Commune                                                                                          | Adresse | Coordonnées                        | Notice         | Protection | Date       | Illustration |
| --- | ----------------------- | ------------------------------------------------------------------------------------------------ | --- | ---------------------------------- | -------------- | --- | ---------- | --- |
| Borne milliaire de la ferme de Salignac CIL 17-02, 00079                                                                                            | Alpes-de-Haute-Provence | Riez, anciennement à Saint-Jeannet                                                               | Borne du quinzième mille depuis Riez, dédiée à Aurélien en 275, trouvée en 1905, à environ 500 m à l'ouest de la ferme de Vaumène-le-Bas, dans la commune de Saint-Jeannet. Elle est conservée au musée lapidaire du baptistère de Riez depuis 1929. | 43° 48′ 44″ nord, 6° 05′ 24″ est   | « PM04000331 » | classé au titre objet | 1932       | Image manquante Téléverser |
| Tronçons de la Turbie et du vallon de Laghet de la Via Julia Augusta (dont plusieurs bornes) de CIL 05, 08099 à CIL 05, 08107 et CIL 17-02, 00004 ? | Alpes-Maritimes         | La Turbie                                                                                        | Au moins neuf milliaires (mais seuls cinq sont classés) ont été trouvés : à Languissa, à côté des anciennes « Carrières de la Justice » (deux 603e ?) ; à la Turbie, Cours Albert Ier (604e) ; au Mont Sembola, quartier de l'Espéraille (deux 605e), près de l'ancienne chapelle de Saint-Pierre (deux 606e) ; au lieu-dit Peira Longa (607e) ; dans le quartier de Garquier (deux 607e). Plusieurs d'entre eux sont conservés au musée du Trophée des Alpes de la Turbie et au musée archéologique de Nice. | 43° 43′ 10″ nord, 7° 16′ 31″ est   | « PA00080898 » | Classé | 1922       | Tronçons de la Turbie et du vallon de Laghet de la Via Julia Augusta (dont plusieurs bornes)de CIL ?p_belegstelle=CIL+05%2C+08099&r_sortierung=Belegstelle 05, 08099 à CIL ?p_belegstelle=CIL+05%2C+08107&r_sortierung=Belegstelle 05, 08107 et CIL ?p_belegstelle=CIL+17-02%2C+00004&r_sortierung=Belegstelle 17-02, 00004 ? |
| Borne milliaire de Golfe-Juan (Tibère) CIL 17-02, 00023                                                                                             | Alpes-Maritimes         | Vallauris                                                                                        | Borne portant une dédicace à Tibère de 31 ou 32, et trouvée par Antoine Guiol en 1856 sur sa propriété à Golfe-Juan (sur la commune de Vallauris), à 50 m environ de la route impérial, au Nord, et à trente mètres d'une maisonnette, en allant vers l'Ouest. Elle est conservée dans la cour du musée municipal. | 43° 34′ 48″ nord, 7° 03′ 12″ est   | « PM06001205 » | classé au titre objet avec celle dédiée à Constantin | 1910       | Image manquante Téléverser |
| Borne milliaire de Golfe-Juan (Constantin) CIL 17-02, 00024                                                                                         | Alpes-Maritimes         | Vallauris                                                                                        | Fragment de borne portant une dédicace aux empereurs de la seconde Tétrarchie, entre 305 et 306 (selon Chastagnol ?), ou à Constantin Ier et daté entre 307 et 310 (selon Walser). Ce fragment est trouvé vers 1834, près du rivage, à côté de l'ancienne tour de la Gabelle de Golfe-Juan (sur la commune de Vallauris) et actuelle villa dite « de M. Roux », sur le parcours de la Via Aurelia. Il semble être conservé dans la cour du musée municipal, avec une borne dédiée à Tibère. | 43° 34′ 48″ nord, 7° 03′ 12″ est   | « PM06001205 » | classé au titre objet avec celle dédiée à Tibère | 1910       | Image manquante Téléverser |
| Borne milliaire des carrières de Chaise-l'Évèque (Maximin Ier) CIL 17-02, 00004                                                                     | Alpes-Maritimes         | Vence                                                                                            | Borne portant une dédicace à Maximin Ier de 235, et trouvée à sept kilomètres de Vence, dans les carrières de Chaise-l'Évèque avant 1869, comme d'autres inscriptions. Après plusieurs déplacements, elle est actuellement conservée à la chapelle Sainte-Anne où une partie de l'ancienne collection lapidaire municipale est regroupée. | 43° 43′ 13″ nord, 7° 06′ 27″ est   |                | classé au titre objet « PM06002265 », notice no PM06002265 | 1910       | Borne milliaire des carrières de Chaise-l'Évèque (Maximin Ier) CIL ?p_belegstelle=CIL+17-02%2C+00004&r_sortierung=Belegstelle 17-02, 00004 |
| Borne milliaire du chemin de Bézaudun CIL 17-02, 00002 ?                                                                                            | Alpes-Maritimes         | Vence                                                                                            | Borne portant une dédicace à Maximin Ier de 235, et trouvée par Edmond Blanc en 1872, à cinq kilomètres de Vence, sur la route de Coursegoules, à l'embranchement du chemin de Bézaudun (peut-être déplacée avant, depuis les carrières de Chaise-l'Évèque, par les cantonniers). Après de plusieurs déplacements, elle est actuellement conservée à la chapelle Sainte-Anne. L'identification n'est toutefois pas certaine, du fait du manque de précision de la notice Palissy. Au moins cinq milliaires originaires de Vence, sont documentés. | 43° 43′ 13″ nord, 7° 06′ 27″ est   | « PM06001236 » | classé au titre objet (avec une inscription funéraire ?) | 1910       | Borne milliaire du chemin de Bézaudun CIL ?p_belegstelle=CIL+17-02%2C+00002&r_sortierung=Belegstelle 17-02, 00002 ? |
| Borne milliaire d'Arras-sur-Rhône CIL 17-02, 00173                                                                                                  | Ardèche                 | Arras-sur-Rhône                                                                                  | Anciennement dans le cimetière désaffecté entourant l'église (après avoir servi de support, près de la grande porte, à l'angle d'une tribune), la borne est déplacée en 1939 à l'entrée de la cour d'honneur au château-musée de Tournon-sur-Rhône. | 45° 04′ 06″ nord, 4° 49′ 55″ est   | « PA00116628 » | Inscrit | 1926       | Image manquante Téléverser |
| Borne milliaire de Mélas CIL 17-02, 00183 | Ardèche                 | Le Teil                                                                                          | Borne découverte dans la vallée de Mélas, au pied du coteau des Combes, près de la route. Déplacée, en 1990, sous le balcon du dépôt de fouilles du Centre de documentation archéologique d'Alba-la-Romaine. Une reconstitution (image ci-contre) du milliaire se trouve depuis sur une aire de pique-nique, près de deux km au nord-ouest de son emplacement original. | 44° 33′ 20″ nord, 4° 35′ 53″ est   | « PA00116823 » | Classé | 1932       | Borne milliaire de MélasCIL ?p_belegstelle=CIL+17-02%2C+00183&r_sortierung=Belegstelle 17-02, 00183 |
| Borne milliaire de Mirabel CIL 17-02, 00189 | Ardèche                 | Mirabel, conservée à Saint-Germain-en-Laye                                                       | Borne découverte à Mirabel en 1897 par Longin Ducros, au-delà d'un ravin, à 150 m de sa ferme, et acquise l'année suivante par le musée de Saint-Germain-en-Laye (Inv. n° 35588). | 48° 53′ 52″ nord, 2° 05′ 46″ est   |                | régime spécial de propriété publique (Musée de France) | 1898       | Borne milliaire de MirabelCIL ?p_belegstelle=CIL+17-02%2C+00189&r_sortierung=Belegstelle 17-02, 00189 |
| Borne milliaire d'Alairac CIL 17-02, 00297 | Aude                    | Carcassonne, anciennement à Alairac                                                              | Ancienne colonnette, réutilisée en milliaire, signalée en 1724 sur la commune d'Alairac, peut-être dans un champ nommé Saintose, au hameau de Villesèque-Basse (actuel Rougeats). Elle a, depuis, été déplacée dans le jardin de la préfecture, puis versée dans la collection du musée lapidaire du château comtal de Carcassonne. | 43° 12′ 27″ nord, 2° 21′ 47″ est   | « PM11001862 » | classé au titre objet | 1960       | Borne milliaire d'Alairac CIL ?p_belegstelle=CIL+17-02%2C+00297&r_sortierung=Belegstelle 17-02, 00297 |
| Borne milliaire de Barbaira CIL 17-02, 00299 | Aude                    | Carcassonne, anciennement à Barbaira                                                             | Borne signalée en 1888 sur la commune de Barbaira, à 12 ou 13 km à l'Est de Carcassonne, à la limite de Capendu, sur l'ancienne nationale 113 (actuelle route D 6113) vers Narbonne. Elle a depuis été versée dans la collection du musée lapidaire du château comtal de Carcassonne. | 43° 12′ 27″ nord, 2° 21′ 47″ est   |                | classé au titre objet (arrêté absent de la liste départementale) « PM11002140 », notice no PM11002140 | 1960       | Borne milliaire de Barbaira CIL ?p_belegstelle=CIL+17-02%2C+00299&r_sortierung=Belegstelle 17-02, 00299 |
| Borne milliaire du Rieu de Treilles CIL 17-02, 00294                                                                                                | Aude                    | Narbonne, anciennement à Caves (précédemment rattachée à Treilles), à la frontière avec La Palme | Borne du vingtième mille depuis Narbonne, dédiée à Cnaeus Domitius Ahenobarbus après l'an 121 av. J.-C., trouvée en 1949 sur la commune des Caves, après avoir été dégagée pendant la guerre, sur la rive gauche (coté La Palme ?), « à une vingtaine de mètres en amont du pont » de la route D 6009 enjambant le Rieu de Treilles. En 1949, Joseph Campardou faisait l'hypothèse qu'à quelques mètres plus en amont, un « radier a dû être construit pour l'établissement du gué aménagé par lequel la voie Domitienne primitive franchissait le torrent » (voir sa carte, fig. 1). Paul-Marie Duval, en 1968, indique que le milliaire « est la plus ancienne pierre inscrite en latin trouvée en Gaule et la plus ancienne borne romaine datée trouvée à l'Ouest de l'Italie ». Il sera conservé au NarboVia, après 2020. | 43° 10′ 52″ nord, 3° 00′ 15″ est   |                | classé au titre objet « PM11001199 », notice no PM11001199 | 1954       | Image manquante Téléverser |
| Borne milliaire de Hautepierre AE 1986, 00521 | Bas-Rhin                | Strasbourg                                                                                       | Borne probablement en bordure de la voie reliant Strasbourg à Saverne, mise au jour lors de la construction des établissements Leroy-Merlin à Hautepierre, dans la zone industrielle ouest. Transférée à la suite de sa découverte au musée archéologique de Strasbourg, en 1986. | 48° 34′ 52″ nord, 7° 45′ 08″ est   |                | régime spécial de propriété publique (Musée de France) | 1986       | Borne milliaire de HautepierreAE ?p_belegstelle=AE+1986%2C+00521&r_sortierung=Belegstelle 1986, 00521 |
| Borne milliaire de l'Hôtel de Laval CIL 17-02, 00053                                                                                                | Bouches-du-Rhône        | Arles                                                                                            | Borne en marbre blanc élevée en 435 par Auxiliaris (alors préfet des Gaules), trouvée en 1573 dans l'Hôtel de Laval-Castellane (actuel Museon Arlaten), puis partagée en deux morceaux qui furent arrondis vers 1648 pour servir de borne d'angle d'immeuble, lors de la transformation du bâtiment en collège Jésuite. Transférés dans la collection lapidaire du musée de l'Arles antique avant 1884, les deux fragments sont maintenant réunis. | 43° 40′ 21″ nord, 4° 36′ 59″ est   |                | régime spécial de propriété publique (Musée de France) Inv. P 380. |            | Borne milliaire de l'Hôtel de LavalCIL ?p_belegstelle=CIL+17-02%2C+00053&r_sortierung=Belegstelle 17-02, 00053 |
| Borne milliaire du château d'Estoublon CIL 17-02, 00067                                                                                             | Bouches-du-Rhône        | Fontvieille                                                                                      | Borne connue dès le XVIIe siècle et trouvée près du mas de Grille-Roubiac, dans le domaine d'Estoublon, auprès du mont Paon. Transférée aux Baux-de-Provence puis au musée de l'Arles antique. | 43° 40′ 21″ nord, 4° 36′ 59″ est   | « PA00081205 » | Classé | 1927       | Borne milliaire du château d'EstoublonCIL ?p_belegstelle=CIL+17-02%2C+00067&r_sortierung=Belegstelle 17-02, 00067 |
| Colonne milliaire du Paradou CIL 17-02, 00065 | Bouches-du-Rhône        | Paradou (partie b) et Maussane-les-Alpilles (partie a), actuellement conservée à Arles           | Borne trouvée en deux morceaux. Partie a supérieure : trouvée en 1899, dans le moulin à blé de Manville, au nord du village de Maussane, elle a été creusée pour servir d'auge. Partie b inférieure avec le chiffre des milles (aussi « classée au titre objet en 1936 », notice no PM13000363) : connue dès le XVIIe siècle, localisée alors au quartier du Caladat, dans le Bas-Paradou. Les deux parties ont été réunies ensemble, en 1936, par le musée de l'Arles antique où elles sont déposées. | 43° 40′ 21″ nord, 4° 36′ 59″ est   | « PA00081383 » | Classé | 1909       | Colonne milliaire du ParadouCIL ?p_belegstelle=CIL+17-02%2C+00065&r_sortierung=Belegstelle 17-02, 00065 |
| Borne milliaire du Petit Merle CIL 17-02, 00060 | Bouches-du-Rhône        | Salon-de-Provence                                                                                | Borne trouvée au lieu-dit le Petit Merle par Robert de Lamanon. Cependant, en 1876, Auguste Véran la localisait plus à l'Est, « entre le logis du Merle et le château de Bois-Vert » (peut-être celui des Bernardes, sur la commune de Grans). Lamanon la fait expédier en 1874 à l'hôtel de ville, où elle sera conservée dans une petite cour, puis sera déplacée aux abords d'une porte du château de l'Empéri, et enfin versée dans la collection du musée de Salon et de la Crau. | 43° 38′ 23″ nord, 5° 05′ 50″ est   | « PA00081459 » | Partie d'un site classé (mais ne semble pas classé au titre objet) | 1956       | Image manquante Téléverser |
| Borne milliaire du Manoir CIL 17-02, 00449 | Calvados                | Le Manoir, conservée à Bayeux                                                                    | Borne trouvée sur le bord de la route de Bayeux à La Délivrance et transportée au musée Baron Gérard après 1819. Une réplique (ci-contre) est sur place depuis 2010, et a remplacé une première copie du XIXe siècle détruite (elle-même recensée dans l'Inventaire). | 49° 16′ 29″ nord, 0° 42′ 14″ ouest | « IA00121945 » | régime spécial de propriété publique (Musée de France) | après 1819 | Borne milliaire du Manoir CIL ?p_belegstelle=CIL+17-02%2C+00449&r_sortierung=Belegstelle 17-02, 00449 |
| Borne milliaire de Rom (Tetricus) CIL 17-02, 00432                                                                                                  | Deux-Sèvres             | Niort, anciennement à Rom                                                                        | Borne leugaire datée de Tetricus, provenant du « cimetière gallo-romain » de Rom, « employée depuis des siècles aux plus vils usages de la vie domestique », et signalée en 1840 par Bonnet. L'inscription est rapidement acquise par le musée lapidaire (une des collections du musée du Pilori) de la Société de statistiques des Deux-Sèvres. Cette collection est la propriété de la commune depuis 1943. | 46° 19′ 31″ nord, 0° 27′ 41″ ouest |                | régime spécial de propriété publique (Musée de France) | après 1840 | Image manquante Téléverser |
| Borne milliaire de Die CIL 17-02, 00093 | Drôme                   | Die                                                                                              | Borne trouvée dans le ravin des Bonnettes. Elle a été versée dans la collection du musée municipal d'histoire et d'archéologie de la ville. | 44° 45′ 18″ nord, 5° 22′ 12″ est   |                | classé au titre objet « PM26000078 », notice no PM26000078 | 1947       | Image manquante Téléverser |
| Borne milliaire de Mathay (Trajan) CIL 17-02, 00485                                                                                                 | Doubs                   | Mathay, actuellement conservée à Besançon                                                        | Borne, portant une dédicace à Trajan, trouvée sur la commune de Mathay, et conservée au musée des beaux-arts et d'archéologie de Besançon. | 47° 14′ 24″ nord, 6° 01′ 23″ est   |                | régime spécial de propriété publique (Musée de France) |            | Borne milliaire de Mathay (Trajan) CIL ?p_belegstelle=CIL+17-02%2C+00485&r_sortierung=Belegstelle 17-02, 00485 |
| Borne milliaire de Mathay (Hadrien) CIL 17-02, 00486                                                                                                | Doubs                   | Besançon, anciennement à Mathay                                                                  | Borne, portant une dédicace à Hadrien, trouvée sur la commune de Mathay, et conservée au musée des beaux-arts et d'archéologie de Besançon. | 47° 14′ 24″ nord, 6° 01′ 23″ est   |                | régime spécial de propriété publique (Musée de France) |            | Image manquante Téléverser |
| Borne milliaire de Saclas CIL 17-02, 00498 | Essonne                 | Orléans, anciennement à Saclas ?                                                                 | Borne probablement trouvée sur la commune de Saclas, où une reconstitution hypothétique a été installée sur une place (image ci-contre). L'original est conservé au musée historique et archéologique de l'Orléanais. | 47° 54′ 03″ nord, 1° 54′ 17″ est   |                | régime spécial de propriété publique (Musée de France) |            | Borne milliaire de Saclas CIL ?p_belegstelle=CIL+17-02%2C+00498&r_sortierung=Belegstelle 17-02, 00498 |
| Bornes milliaires du musée Auguste-Jacquet (non identifiées)                                                                                        | Gard                    | Beaucaire                                                                                        | Trois bornes non identifiées dans les sources, dont un fragment, sont signalées dans la base Palissy et dites « non étudiés ». Elles proviendraient de la chapelle Saint-Pierre (ancien musée lapidaire ?) et seraient conservées au musée Auguste-Jacquet. Peut-être un classement, à tort car déjà classés au titre objet en 1911, des deux bornes milliaires de l'église Notre-Dame-des-Pommiers, lors de l'intermède entre leur conservation à l'hôtel de ville et leur installation au carrefour des Cinq Coins (resterait le fragment), ou bien d'autres bornes non signalées de la région. | 43° 48′ 36″ nord, 4° 38′ 40″ est   |                | classé au titre objet « PM30000088 », notice no PM30000088, « PM30000089 », notice no PM30000089 et « PM30000090 », notice no PM30000090 (fragment) régime spécial de propriété publique (Musée de France) | 1962       | Image manquante Téléverser |
| Borne milliaire de Labarthe-Rivière CIL 17-02, 00306                                                                                                | Haute-Garonne           | Bagnères-de-Luchon, anciennement à Labarthe-Rivière                                              | Borne trouvée à Labarthe-de-Rivière parmi les vestiges de la vieille ville, et transférée au musée archéologique de Luchon de Bagnères-de-Luchon. | 42° 47′ 21″ nord, 0° 35′ 30″ est   |                | régime spécial de propriété publique (Musée de France) |            | Borne milliaire de Labarthe-RivièreCIL ?p_belegstelle=CIL+17-02%2C+00306&r_sortierung=Belegstelle 17-02, 00306 |
| Borne milliaire de Sévrier ou du château d'Annecy CIL 17-02, 00102                                                                                  | Haute-Savoie            | Sévrier, conservée à Annecy                                                                      | Borne trouvée dans la partie inférieure du ruisseau-limite au Nant de la Creuse (ou Nant de la Crousa), dans le hameau de Létraz, au-dessus de Sévrier, par l'architecte P. Dunand en 1816. Elle est conservée au musée du château d'Annecy (inv. 9.520-1). | 45° 53′ 51″ nord, 6° 07′ 35″ est   |                | classé au titre objet « PM74000065 », notice no PM74000065 | 1935       | Borne milliaire de Sévrier ou du château d'AnnecyCIL ?p_belegstelle=CIL+17-02%2C+00102&r_sortierung=Belegstelle 17-02, 00102 |
| Borne milliaire de Moingt CIL 17-02, 00317 | Loire                   | Montbrison (ex commune de Moingt)                                                                | Borne trouvée en 1858, sur l'ancienne commune de Moingt dans les faubourgs de Montbrison (à laquelle Moingt est rattachée depuis 1973), et conservée dans la collection lapidaire du musée archéologique de La Diana, dite aussi salle des États du Forez (« classé », notice no PA00117528). | 45° 36′ 20″ nord, 4° 04′ 00″ est   |                | régime spécial de propriété publique (Musée de France) |            | Borne milliaire de Moingt CIL ?p_belegstelle=CIL+17-02%2C+00317&r_sortierung=Belegstelle 17-02, 00317 |
| Borne milliaire de Notre-Dame de Chambriac CAG-42, p. 233                                                                                           | Loire                   | Usson-en-Forez                                                                                   | Borne trouvée dans les années 1950 près de la chapelle Notre-Dame de Chambriac, où elle était utilisée comme abreuvoir public. Déposée dans la ferme du Mary avec la collection d'Alexandre Folléas, elle a été transportée à l'écomusée des Monts du Forez. | 45° 23′ 28″ nord, 3° 56′ 31″ est   | « IA42000414 » | régime spécial de propriété publique (Musée de France) |            | Image manquante Téléverser |
| Borne milliaire des Trois-Piliers CIL 17-02, 00503 = CIL 13, 09029 = CAG-51-02, p 223                                                               | Marne                   | Reims                                                                                            | Borne dédiée à l'empereur Maximien et trouvée au faubourg de Reims, au lieu dit les Trois-Piliers. Elle est conservée au musée Saint-Remi de Reims. | 49° 14′ 36″ nord, 4° 02′ 29″ est   |                | régime spécial de propriété publique (Musée de France) |            | Borne milliaire des Trois-Piliers CIL ?p_belegstelle=CIL+17-02%2C+00503&r_sortierung=Belegstelle 17-02, 00503 = CIL 13, 09029 = CAG-51-02, p 223 |
| Borne milliaire de Brimont CIL 17-02, 00509 = CIL 13, 09040 (4, p 146) = CAG-51-01, p 254                                                           | Marne                   | Brimont                                                                                          | Borne dédiée à l'empereur Victorin trouvée à proximité de Brimont (Marne), correspondant au pays des Rèmes dans l'Antiquité. Elle est conservée au musée Saint-Remi de Reims. | 49° 14′ 36″ nord, 4° 02′ 29″ est   |                | régime spécial de propriété publique (Musée de France) |            | Borne milliaire de Brimont CIL ?p_belegstelle=CIL+17-02%2C+00509&r_sortierung=Belegstelle 17-02, 00509 = CIL 13, 09040 (4, p 146) = CAG-51-01, p 254 |
| Borne milliaire de Anse CIL 17-02, 00525 | Rhône                   | Anse                                                                                             | Borne qui porte une dédicace à Claude datée de 43 apr. J.-C. Elle a été trouvée à Anse en 1937, au coin d'une maison, en chasse-roue. Elle est conservée avec les collections archéologiques du Château des Tours, dans l'ancienne salle du conseil. | 45° 56′ 04″ nord, 4° 43′ 08″ est   |                | classé au titre objet « PM69000039 », notice no PM69000039 | 1979       | Image manquante Téléverser |

#### Bornes étrangères dans les collections françaises
| Borne                                                          | Département                                         | Commune                | Adresse | Coordonnées                      | Protection | Date  | Illustration |
| -------------------------------------------------------------- | --------------------------------------------------- | ---------------------- | --- | -------------------------------- | --- | ----- | --- |
| Borne milliaire d'Offenbourg CIL 17-02, 00654                  | [...]                                               | Offenbourg (Allemagne) | Fragment d'une borne leugaire de la voie d'Argentoratum (Strasbourg) à Raetia, trouvé en 1840 à Schwabentor et conservé au Dominikanermuseum de Rottweil (Allemagne). La borne a probablement été fendue longitudinalement au Moyen Âge, pour servir à la construction d'un bâtiment. Une réplique (ci-contre) est au musée archéologique de Strasbourg.                                                        | 48° 10′ 09″ nord, 8° 37′ 35″ est | Pour la réplique : régime spécial de propriété publique (Musée de France)                                                              | [...] | Borne milliaire d'OffenbourgCIL ?p_belegstelle=CIL+17-02%2C+00654&r_sortierung=Belegstelle 17-02, 00654                    |
| Borne milliaire de la Via Egnatia au Louvre IG-10-02-01, 01018 | NB : Les coordonnées sont celles du Musée du Louvre | Thessalonique (Grèce)  | Borne trouvée sur la route de Thessalonique à Monastir, ancienne via Egnatia, près du pont sur le Galiko (de) (mais déplacée, vers le temps de Constance Chlore et de Galère, du IVe au IXe mille, selon Georges Daux), et comportant au moins trois inscriptions dont une en grec et une autre bilingue (ci-contre). Elle est envoyée en France en 1917, au musée du Louvre, par les armées alliées en Orient. | 48° 51′ 40″ nord, 2° 20′ 09″ est | régime spécial de propriété publique (musée du Louvre : Inv. MND 1070, Cat. marbres ant. n° 3392) « APOR134577 », notice no APOR134577 | 1917  | Borne milliaire de la Via Egnatia au Louvre?p_belegstelle=IG-10-02-01%2C+01018&r_sortierung=Belegstelle IG-10-02-01, 01018 |

### Bornes recensées dans l'Inventaire général
Les bornes recensées dans l'Inventaire général ne bénéficient pas de mesures de protection juridique particulières à ce titre, mais sont reconnues comme faisant partie du patrimoine culturel français. Ce statut peut être un préalable à un classement ou une inscription.
| Borne                                                          | Département             | Commune            | Adresse | Coordonnées                        | Notice         | Protection          | Date  | Illustration |
| -------------------------------------------------------------- | ----------------------- | ------------------ | --- | ---------------------------------- | -------------- | ------------------- | ----- | --- |
| Croix Saint-Martial de Serbannes CIL 17-02, 00342b             | Allier                  | Serbannes          | Cette croix de chemins, dont le socle est un fragment anépigraphe en grès fin de colonne ou de borne milliaire trouvée dans la forêt de Randan, est de la limite du XVIIIe siècle et du XIXe siècle. Elle est mentionnée sur le cadastre de 1839 à côté du domaine disparu de la croix Saint-Martial. | 46° 05′ 30″ nord, 3° 21′ 38″ est   | « IA00063398 » | [...]               | [...] | Image manquante Téléverser                                                                                          |
| Borne milliaire de Soleilhas AE 1996, 00966                    | Alpes-de-Haute-Provence | Soleilhas          | Cette borne, aujourd'hui située dans un petit jardin public, se trouvait au bord d'une voie antique qui reliait Salinae (Castellane) à Glannatena (Glandèves, près d'Entrevaux). | 43° 51′ 26″ nord, 6° 39′ 03″ est   | « IA04000234 » | [...]               | [...] | Image manquante Téléverser                                                                                          |
| Borne milliaire de Fontenouille CIL 17-02, 00183a              | Ardèche                 | Le Teil            | La borne pratiquement in situ (déplacée de 10 à 20 mètres au XXe siècle, elle est actuellement au sommet de l'allée qui mène à la villa moderne) porte trois inscriptions successives à la gloire de la dynastie constantinienne. La fiche de la base Merimée note par erreur que le milliaire « indique le 6e mille au nord d'Alba » (ce qui correspondrait plutôt au milliaire CIL 17-02, 00182 de Rochemaure - mais qui aurait été déplacé depuis Le Teil - considéré comme perdu depuis le XIXe siècle).                                                                                                  | 44° 32′ 50″ nord, 4° 40′ 23″ est   | « IA00059430 » | [...]               | [...] | Image manquante Téléverser                                                                                          |
| Grande Borne de Gensac-la-Pallue CIL 17-02, 00373              | Charente                | Gensac-la-Pallue   | Pierre trouvée au carrefour des Quatre-Chemins (aujourd'hui les Six-Chemins) sur une voie romaine, allant de Périgueux à Saintes, et détruite depuis. François-Marie Bourignon, en 1801, y aurait lu TOD... C I... Elle est décrite en 1844 par Jean-Hippolyte Michon qui hasardait T... I T... M, mais doutait beaucoup que ce soit un milliaire. | 45° 38′ 56″ nord, 0° 17′ 21″ ouest | « IA00042111 » | détruite après 1844 | [...] | Grande Borne de Gensac-la-Pallue CIL ?p_belegstelle=CIL+17-02%2C+00373&r_sortierung=Belegstelle 17-02, 00373        |
| Croix de Kerhervrec CAG-22, p 49                               | Côtes-d'Armor           | Ploulec'h          | Cette pierre cylindrique anépigraphe de provenance inconnue, base d'une « croix de chemin », notice no IA22002434 dressée à l'angle d'un mur de clôture (au 10, route de Kerhervrec), et retrouvée à proximité à la fin du XXe siècle, était peut-être un réemploi christianisé vers le XVIIe siècle (stèle de l'âge du fer ? colonne romaine ?). Bien que certains auteurs aient envisagé que ce soit une ancienne borne milliaire, du fait de la proximité avec la « voie romaine », notice no IA22002470 menant au Yaudet, l'hypothèse ne semble plus envisagée par les archéologues au moins depuis 1978. | 48° 42′ 57″ nord, 3° 28′ 02″ ouest | « IA22002437 » | [...]               | [...] | Image manquante Téléverser                                                                                          |
| Croix du Puy des Meules CAG-23, p ?                            | Creuse                  | La Villetelle      | Pierre anépigraphe déplacée à l'ancien cimetière lors de la réfection de la route à la fin du XIXe siècle. Elle aurait été christianisée vers 1960 par l'abbé Soulier, curé de la Villetelle, qui la réutilise comme socle d'une croix de chemins à l'ouest du village, au sud du Puy des Meules. Jean-Michel Desbordes, directeur régional des antiquités dans les années 1970, envisageait que la base soit du XVIIe siècle, plutôt qu'une borne romaine. | 45° 55′ 09″ nord, 2° 19′ 33″ est   | « IA00031118 » | [...]               | [...] | Image manquante Téléverser                                                                                          |
| Stèle de l'Arche de Candé CAG-37, p. ?                         | Indre-et-Loire          | Savigny-en-Véron   | Stèle quadrangulaire, contenant cinq rectangles creusés, trouvée en 1924 aux environs du bac de Candes, et déplacée devant la mairie avant 1935. Du fait de la proximité avec une voie romaine, certains ont fait l'hypothèse qu'elle ait été une borne milliaire, aujourd'hui anépigraphe. | 47° 12′ 02″ nord, 0° 08′ 42″ est   | « IA00011740 » | [...]               | [...] | Image manquante Téléverser                                                                                          |
| Croix monumentale de Sainte-Mère-Église CIL 17-02, 00460       | Manche                  | Sainte-Mère-Église | Croix sur le parvis Sud de l'église (« classé », notice no PA00110593), connue depuis 1862. Son fût est constitué, entre autres, d'une borne milliaire. | 49° 24′ 31″ nord, 1° 18′ 59″ ouest | « IA00001253 » | [...]               | [...] | Croix monumentale de Sainte-Mère-Église CIL ?p_belegstelle=CIL+17-02%2C+00460&r_sortierung=Belegstelle 17-02, 00460 |
| Croix de la Maillère CAG-50, p. ?                              | Manche                  | Turqueville        | Le fût de la croix de chemins, constituée d'éléments du XVIIIe au XXe siècle, serait, selon la tradition (!), une borne milliaire anépigraphe. | 49° 24′ 43″ nord, 1° 16′ 37″ ouest | « IA00001271 » | [...]               | [...] | Image manquante Téléverser                                                                                          |
| Borne du château de Collongue ILN-03, 00229 = CAG-84-02, p 218 | Vaucluse                | Cadenet            | Borne romaine trouvée dans le parc, à environ 400 m au Nord-Est de la demeure, sur laquelle on lisait peut-être le nom de la propriété à laquelle le chemin appartenait, mais aucune indication milliaire. Elle a été relevée et placée sur un socle. | 43° 45′ 23″ nord, 5° 23′ 40″ est   | « IA00057740 » | [...]               | [...] | Image manquante Téléverser                                                                                          |